# دانتيوادا
دانتيوادا رمزها «DA» (بالإنجليزية: Dantewada)‏ ، هو تقسيم إداري لدولة الهند تتبع ولاية تشاتيسغار (بالإنجليزية: Chhattisgarh)‏ ، مركزها هو مدينة دانتيوادا (بالإنجليزية: Dantewada)‏ عدد سكانها حسب تعداد سنة 2001 هو 5,32,791 ، مساحتها 17,538 كم² وكثافة السكان 41 لكل كم² .